# Xian de Lujiang
Le xian de Lujiang (庐江县 ; pinyin : Lújiāng Xiàn) est un district administratif de la province de l'Anhui en Chine. Il est placé sous la juridiction de la ville-préfecture de Chaohu.

## Démographie
La population du district était de 1 175 762 habitants en 1999.